# Энграция из Сарагоссы

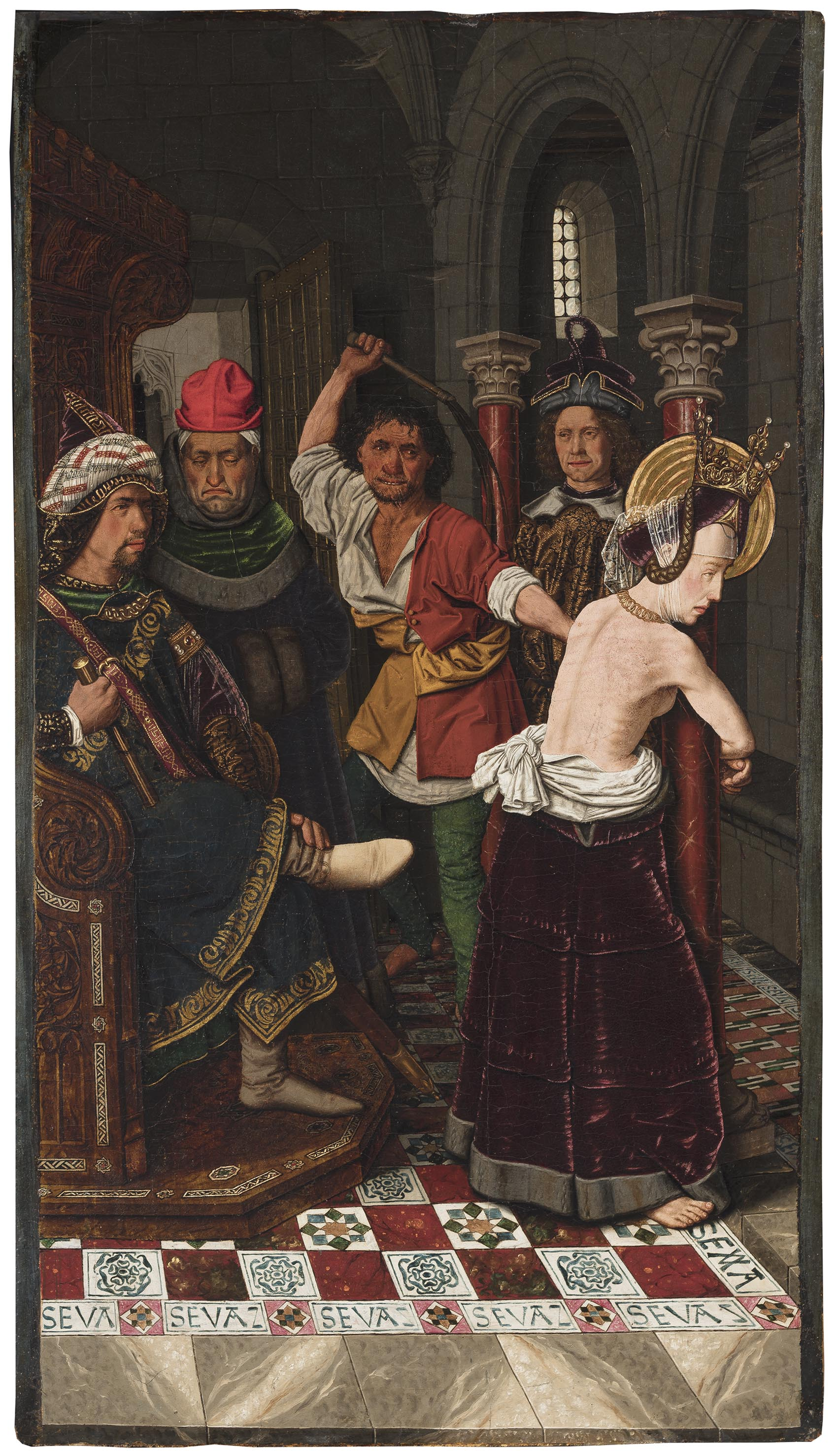
Бичевание святой Энграции. Бартоломе Бермехо, ок. 1474 года, музей изящных искусств (Бильбао).

Энграция (ум. приблизительно в 303 году) — святая мученица, дева. День памяти — 16 апреля.
Святая Энграция (порт.: Santa Engrácia, исп.: Santa Engracia) была родом из Браги. Она была обещана в качестве супруги благородному господину из Русийона. Чтобы перевезти её в Галлию, он послал эскорт, состоявший из её дяди Луперкия (Lupercius) , шестнадцати благородных господ и служанки по имени Иулия (Julie, Julia). По прибытии в Сарагосу они узнали о гонении христиан, осуществлявшемся местным правителем Дакианом, служившим во времена императоров Диоклетиана и Максимиана. Она пыталась отговорить правителя от гонений, но была сечена кнутом и брошена в темницу, где обнаружилось, что она тоже христианка. 
Святая Энграция скончалась от ран. Её спутники были обезглавлены.